# Distretto di Uticyacu
Il distretto di Uticyacu è uno degli undici distretti  della provincia di Santa Cruz, in Perù. Si trova nella regione di Cajamarca e si estende su una superficie di 43,38 chilometri quadrati.

Istituito il 1 ottobre 1941, ha per capitale la città di Uticyacu; al censimento 2005 contava 1.668 abitanti.